# Пєхота Володимир Юлійович
Володимир Юлійович Пєхота (нар. 20 червня 1939, Харків, Українська РСР, СРСР) — український радянський політичний діяч. Депутат Верховної Ради УРСР 11-го скликання. Народний депутат України 2-го, 4-го та 5-го скликань. Заступник голови Політвиконкому Партії регіонів (з квітня 2003).

## Освіта
Львівський політехнічний інститут (1966), інженер-механік; Академія суспільних наук при ЦК КПРС, економічне відділення (1985), економіст.

## Кар'єра
У 1959—1961 роках — слюсар-інструментальник, старший технік-конструктор Харківського електромеханічного заводу.
У 1961—1962 роках — старший механік Інституту машинознавства і автоматики АНУ, місто Львів.
З 1962 року — інженер-конструктор, начальник експериментально-механічної дільниці, начальник конструкторського бюро, у 1968—1970 роках — секретар партійного комітету Львівського хіміко-фармацевтичного заводу.
Член КПРС з 1965 по 1991 рік.
У 1970—1973 роках — 2-й секретар Ленінського районного комітету КПУ міста Львова.
20 лютого 1973 — грудень 1980 року — 2-й секретар Львівського міського комітету КПУ.
3 грудня 1980 до листопада 1988 року — голова виконавчого комітету Львівської міської ради народних депутатів.
З 23 листопада 1988 року — керуючий справами Ради Міністрів Української РСР.
З травня 1991 року — Державний секретар Кабінету Міністрів України.
У лютому — жовтні 1992 року — Міністр Кабінету Міністрів України.
У жовтні 1992 — листопаді 1994 року — віце-президент державної будівельної корпорації «Укрбуд».
Народний депутат України 2-го скликання з листопада 1994 (1-й тур) до квітня 1998, Московський виборчій округ № 374, Харківська область, висунутий трудовим колективом. Член МДГ. Голова підкомітету формування державних інвестицій та аналізу ефективності їх використання Комітету з питань бюджету.
У 1998—2000 роках — головний експерт з інвестиційних програм та капітального будівництва ДП «Мазда Моторс України», місто Київ.
Член Партії регіонів (з листопада 2000).
У 2000—2001 роках — заступник голови — керівник секретаріату Партії регіонального відродження України, керівник апарату Партії регіонів.
У 2001—2002 роках — заступник голови Партії регіонів — керівник центрального апарату.
Народний депутат України 4-го скликання з квітня 2002 до квітня 2006 від Блоку «За єдину Україну!», № 39 в списку. На час виборів: заступник голови Партії регіонів — керівник центрального апарату Партії регіонів, член ПР. Член фракції «Єдина Україна» (травень — червень 2002), член групи «Європейський вибір» (червень 2002 — листопад 2003, керівник з вересня 2002), уповноважений представник фракції «Регіони України» (листопад 2003 — вересень 2005), уповноважений представник фракції Партії регіонів «Регіони України» (з вересня 2005). Член Комітету з питань бюджету (з червня 2002). Голосував за згоду на призначення Віктора Януковича прем'єр-міністром України 21 листопада 2002 року.
Народний депутат України 5-го скликання з квітня 2006 до листопада 2007 від Партії регіонів, № 130 в списку. На час виборів: народний депутат України, член ПР. Член фракції Партії регіонів (з травня 2006). Голова підкомітету доходів бюджету Комітету з питань бюджету (з липня 2006).
Вересень 2007 — кандидат в народні депутати України від Партії регіонів, № 255 в списку. На час виборів: народний депутат України, член ПР.
Потім — на пенсії в місті Києві.
Член політвиконкому ПРВУ (з березня 1999), заступник голови ПРВУ (жовтень 1997 — листопад 2000), член президії Політради ПРВУ; член президії Партії регіонального відродження «Трудова солідарність України», керівник центрального апарату Партії регіонів (з листопада 2000), керівник центрального апарату — заступник голови Партії регіонів (з грудня 2001).
Заслужений будівельник України (червень 2004). Ордени Трудового Червоного Прапора (травень 1976, травень 1981), Дружби народів (липень 1986). Орден «За заслуги» III ступеня (червень 1999).

## Родина й особисте
Дружина — інженер-технолог; син — радіотехнік; дочка — художник-модельєр.
Захоплення: шахи, теніс.